# Breiner Paz
Breiner Alexander Paz Medina (Valledupar, 27 settembre 1997) è un calciatore colombiano, difensore dell'Indep. La Chorrera.

## Caratteristiche tecniche
È un terzino destro.

## Carriera

### Club
Cresciuto nel settore giovanile dei Millonarios, ha esordito in prima squadra il 5 maggio 2016 in occasione del match di Copa Colombia pareggiato 0-0 contro il La Equidad.

### Nazionale
Con la nazionale Under-20 colombiana ha preso parte al campionato sudamericano 2017.